# Major League Soccer 2022
Die 27. Major-League-Soccer-Saison wurde am 26. Februar 2022 eröffnet und die Regular Season endete am 9. Oktober 2022. Das MLS-Cup-Finale fand am 5. November statt, 16 Tage vor Beginn der Fußball-Weltmeisterschaft 2022.
Titelverteidiger des Supporters’ Shield war New England Revolution, amtierender MLS-Cup-Sieger der New York City FC.

## Änderungen gegenüber der Saison 2021
- Der Charlotte FC trat als 28. Franchise der Major League Soccer bei und wurde der Eastern Conference zugeordnet. Gleichzeitig wechselte der Nashville SC von der Eastern in die Western Conference. Beide Conferences bestehen somit aus je 14 Mannschaften.[1]

## Teilnehmende Mannschaften
In der Saison 2022 haben 28 Franchises am Spielbetrieb teilgenommen. 25 der 28 Franchises waren in den Vereinigten Staaten, drei in Kanada beheimatet. Die auf der Karte mit einem blauen Punkt markierten Mannschaften spielen in der Western, die mit einem roten Punkt markierten in der Eastern Conference.
| Atlanta |

| Charlotte |

| Chicago |

| Commerce City |

| Columbus |

| Washington, D.C. |

| Frisco |

| Houston |

| Carson |

| Los Angeles |

| Golden Valley |

| Montreal |

| Foxborough |

| New York City |

| Harrison |

| Orlando |

| Chester |

| Portland |

| Sandy |

| San José |

| Seattle |

| Kansas City |

| Toronto |

| Vancouver |

| Cincinnati |

| Fort Lauderdale |

| Nashville |

| Austin |

| Franchise              | Standort                    | Stadion                      | Kapazität       |
| ---------------------- | --------------------------- | ---------------------------- | --------------- |
| Atlanta United         | Atlanta, Georgia            | Mercedes-Benz Stadium        | 42.500          |
| Austin FC              | Austin, Texas               | Q2 Stadium                   | 20.738          |
| Charlotte FC           | Charlotte, North Carolina   | Bank of America Stadium      | 40.000          |
| Chicago Fire           | Chicago, Illinois           | Soldier Field                | 61.500          |
| FC Cincinnati          | Cincinnati, Ohio            | TQL Stadium                  | 26.000          |
| Colorado Rapids        | Commerce City, Colorado     | Dick’s Sporting Goods Park   | 18.086          |
| Columbus Crew          | Columbus, Ohio              | Lower.com Field              | 20.011          |
| D.C. United            | Washington, D.C.            | Audi Field                   | 20.000          |
| FC Dallas              | Frisco, Texas               | Toyota Stadium               | 20.500          |
| Houston Dynamo         | Houston, Texas              | PNC Stadium                  | 22.039          |
| LA Galaxy              | Carson, Kalifornien         | Dignity Health Sports Park   | 27.000          |
| Los Angeles FC         | Los Angeles, Kalifornien    | Banc of California Stadium   | 22.000          |
| Inter Miami            | Fort Lauderdale, Florida    | Inter Miami Stadium          | 18.000          |
| Minnesota United       | Golden Valley, Minnesota    | Allianz Field                | 19.400          |
| CF Montreal            | Montreal, Québec            | Stade Saputo                 | 20.801          |
| Nashville SC           | Nashville, Tennessee        | Nissan Stadium / Geodis Park | 69.143 / 30.000 |
| New England Revolution | Foxborough, Massachusetts   | Gillette Stadium             | 20.000          |
| New York City FC       | New York City, New York     | Yankee Stadium               | 33.444          |
| New York Red Bulls     | Harrison, New Jersey        | Red Bull Arena               | 25.000          |
| Orlando City           | Orlando, Florida            | Exploria Stadium             | 25.500          |
| Philadelphia Union     | Chester, Pennsylvania       | Subaru Park                  | 18.500          |
| Portland Timbers       | Portland, Oregon            | Providence Park              | 25.218          |
| Real Salt Lake         | Sandy, Utah                 | Rio Tinto Stadium            | 20.213          |
| San José Earthquakes   | San José, Kalifornien       | PayPal Park                  | 18.000          |
| Seattle Sounders       | Seattle, Washington         | Lumen Field                  | 38.300          |
| Sporting Kansas City   | Kansas City, Missouri       | Children’s Mercy Park        | 18.467          |
| Toronto FC             | Toronto, Ontario            | BMO Field                    | 30.991          |
| Vancouver Whitecaps    | Vancouver, British Columbia | BC Place Stadium             | 21.000          |

## Regular Season

### Tabellen

#### Eastern Conference
| Pl.             | Verein                 | Sp. | S  | U  | N  | Tore    | Diff. | Punkte | Anm.        |
| --------------- | ---------------------- | --- | -- | -- | -- | ------- | ----- | ------ | ----------- |
| 1.              | Philadelphia Union     | 34  | 19 | 10 | 5  | 072:260 | +46   | 67     | PO-CHF / CL |
| 2.              | CF Montreal CAN        | 34  | 20 | 5  | 9  | 063:500 | +13   | 65     | PO          |
| 3.              | New York City FC       | 34  | 16 | 7  | 11 | 057:410 | +16   | 55     | PO          |
| 4.              | New York Red Bulls     | 34  | 15 | 8  | 11 | 050:410 | +9    | 53     | PO          |
| 5.              | FC Cincinnati          | 34  | 12 | 13 | 9  | 064:560 | +8    | 49     | PO          |
| 6.              | Inter Miami            | 34  | 14 | 6  | 14 | 047:560 | −9    | 48     | PO          |
| 7.              | Orlando City           | 34  | 14 | 6  | 14 | 044:530 | −9    | 48     | PO          |
| 8.              | Columbus Crew          | 34  | 10 | 16 | 8  | 046:410 | +5    | 46     |             |
| 9.              | Charlotte FC           | 34  | 13 | 3  | 18 | 044:520 | −8    | 42     |             |
| 10.             | New England Revolution | 32  | 10 | 12 | 10 | 047:500 | −3    | 42     |             |
| 11.             | Atlanta United         | 34  | 10 | 10 | 14 | 048:540 | −6    | 40     |             |
| 12.             | Chicago Fire           | 34  | 10 | 9  | 15 | 039:480 | −9    | 39     |             |
| 13.             | Toronto FC CAN         | 34  | 9  | 7  | 18 | 049:660 | −17   | 34     |             |
| 14.             | D.C. United            | 34  | 7  | 6  | 21 | 036:710 | −35   | 27     |             |
| Stand: Endstand |                        |     |    |    |    |         |       |        |             |

| Zum Ende der regulären Saison: |                                                           |
| CL                             | Qualifikation für die CONCACAF Champions League 2023      |
| PO-CHF                         | Qualifikation für das Conference-Halbfinale der Play-offs |
| PO                             | Qualifikation für die 1. Runde der Play-offs              |

#### Western Conference
| Pl.             | Verein                  | Sp. | S  | U  | N  | Tore    | Diff. | Punkte | Anm.        |
| --------------- | ----------------------- | --- | -- | -- | -- | ------- | ----- | ------ | ----------- |
| 1.              | Los Angeles FC          | 34  | 21 | 4  | 9  | 066:380 | +28   | 67     | PO-CHF / CL |
| 2.              | Austin FC               | 34  | 16 | 8  | 10 | 065:490 | +16   | 56     | PO          |
| 3.              | FC Dallas               | 34  | 14 | 11 | 9  | 048:370 | +11   | 53     | PO          |
| 4.              | LA Galaxy               | 34  | 14 | 8  | 12 | 058:510 | +7    | 50     | PO          |
| 5.              | Nashville SC            | 34  | 13 | 11 | 10 | 052:410 | +11   | 50     | PO          |
| 6.              | Minnesota United        | 34  | 14 | 6  | 14 | 048:510 | −3    | 48     | PO          |
| 7.              | Real Salt Lake          | 34  | 12 | 11 | 11 | 043:450 | −2    | 47     | PO          |
| 8.              | Portland Timbers        | 34  | 11 | 13 | 10 | 053:530 | ±0    | 46     |             |
| 9.              | Vancouver Whitecaps CAN | 34  | 12 | 7  | 15 | 040:570 | −17   | 43     |             |
| 10.             | Colorado Rapids         | 34  | 11 | 10 | 13 | 046:570 | −11   | 43     |             |
| 11.             | Seattle Sounders        | 34  | 12 | 5  | 17 | 047:460 | +1    | 41     |             |
| 12.             | Sporting Kansas City    | 34  | 11 | 7  | 16 | 042:540 | −12   | 40     |             |
| 13.             | Houston Dynamo          | 34  | 10 | 6  | 18 | 043:560 | −13   | 36     |             |
| 14.             | San José Earthquakes    | 34  | 8  | 11 | 15 | 052:690 | −17   | 35     |             |
| Stand: Endstand |                         |     |    |    |    |         |       |        |             |

| Zum Ende der regulären Saison: |                                                           |
| CL                             | Qualifikation für die CONCACAF Champions League 2023      |
| PO-CHF                         | Qualifikation für das Conference-Halbfinale der Play-offs |
| PO                             | Qualifikation für die 1. Runde der Play-offs              |

#### Gesamttabelle
Die Gesamttabelle bildet die Leistung aller 28 Teilnehmer während der Regular Season im Vergleich ab. Der Erstplatzierte gewann den MLS Supporters’ Shield.
| Pl.             | Verein                 | Sp. | S  | U  | N  | Tore    | Diff. | Punkte |
| --------------- | ---------------------- | --- | -- | -- | -- | ------- | ----- | ------ |
| 1.              | Los Angeles FC         | 34  | 21 | 4  | 9  | 066:380 | +28   | 67     |
| 2.              | Philadelphia Union     | 34  | 19 | 10 | 5  | 072:260 | +46   | 67     |
| 3.              | CF Montreal            | 34  | 20 | 5  | 9  | 063:500 | +13   | 65     |
| 4.              | Austin FC              | 34  | 16 | 8  | 10 | 065:490 | +16   | 56     |
| 5.              | New York City FC       | 34  | 16 | 7  | 11 | 057:410 | +16   | 55     |
| 6.              | New York Red Bulls     | 34  | 15 | 8  | 11 | 050:410 | +9    | 53     |
| 7.              | FC Dallas              | 34  | 14 | 11 | 9  | 048:370 | +11   | 53     |
| 8.              | LA Galaxy              | 34  | 14 | 8  | 12 | 058:510 | +7    | 50     |
| 9.              | Nashville SC           | 34  | 13 | 11 | 10 | 052:410 | +11   | 50     |
| 10.             | FC Cincinnati          | 34  | 12 | 13 | 9  | 064:560 | +8    | 49     |
| 11.             | Minnesota United       | 34  | 14 | 6  | 14 | 048:510 | −3    | 48     |
| 12.             | Inter Miami            | 34  | 14 | 6  | 14 | 047:560 | −9    | 48     |
| 13.             | Orlando City           | 34  | 14 | 6  | 14 | 044:530 | −9    | 48     |
| 14.             | Real Salt Lake         | 34  | 12 | 11 | 11 | 043:450 | −2    | 47     |
| 15.             | Portland Timbers       | 34  | 11 | 13 | 10 | 053:530 | ±0    | 46     |
| 16.             | Columbus Crew          | 34  | 10 | 16 | 8  | 046:410 | +5    | 46     |
| 17.             | Vancouver Whitecaps    | 34  | 12 | 7  | 15 | 040:570 | −17   | 43     |
| 18.             | Colorado Rapids        | 34  | 11 | 10 | 13 | 046:570 | −11   | 43     |
| 19.             | Charlotte FC           | 34  | 13 | 3  | 18 | 044:520 | −8    | 42     |
| 20.             | New England Revolution | 32  | 10 | 12 | 10 | 047:500 | −3    | 42     |
| 21.             | Seattle Sounders       | 34  | 12 | 5  | 17 | 047:460 | +1    | 41     |
| 22.             | Sporting Kansas City   | 34  | 11 | 7  | 16 | 042:540 | −12   | 40     |
| 23.             | Atlanta United         | 34  | 10 | 10 | 14 | 048:540 | −6    | 40     |
| 24.             | Chicago Fire           | 34  | 10 | 9  | 15 | 039:480 | −9    | 39     |
| 25.             | Houston Dynamo         | 34  | 10 | 6  | 18 | 043:560 | −13   | 36     |
| 26.             | San José Earthquakes   | 34  | 8  | 11 | 15 | 052:690 | −17   | 35     |
| 27.             | Toronto FC             | 34  | 9  | 7  | 18 | 049:660 | −17   | 34     |
| 28.             | D.C. United            | 34  | 7  | 6  | 21 | 036:710 | −35   | 27     |
| Stand: Endstand |                        |     |    |    |    |         |       |        |

## MLS Cup Play-offs
Die MLS Cup Play-offs 2022 begannen mit den Spielen der 1. Runde am 15. Oktober und endeten mit dem Finale am 5. November. Die Spielzeit endete somit aufgrund der Ende November 2022 beginnenden Weltmeisterschaft in Katar einen Monat früher als üblich. In Klammern ist die Platzierung in der jeweiligen Conference-Tabelle aus der Regular Season angegeben. Die ranghöhere Mannschaft hatte stets Heimrecht.

### 1. Runde
Eastern Conference
| Datum            |                        | Ergebnis  |                   |
| ---------------- | ---------------------- | --------- | ----------------- |
| 15. Oktober 2022 | New York Red Bulls [4] | 1:2 (0:0) | FC Cincinnati [5] |
| 16. Oktober 2022 | CF Montreal [2]        | 2:0 (0:0) | Orlando City [7]  |
| 17. Oktober 2022 | New York City FC [3]   | 3:0 (0:0) | Inter Miami [6]   |

Western Conference
| Datum            |               | Ergebnis        |                      |
| ---------------- | ------------- | --------------- | -------------------- |
| 15. Oktober 2022 | LA Galaxy [4] | 1:0 (0:0)       | Nashville SC [5]     |
| 16. Oktober 2022 | Austin FC [2] | 2:2 (3:1 i. E.) | Real Salt Lake [7]   |
| 17. Oktober 2022 | FC Dallas [3] | 1:1 (5:4 i. E.) | Minnesota United [6] |

### Conference-Halbfinale
Eastern Conference
| Datum            |                        | Ergebnis  |                      |
| ---------------- | ---------------------- | --------- | -------------------- |
| 20. Oktober 2022 | Philadelphia Union [1] | 1:0 (0:0) | FC Cincinnati [5]    |
| 23. Oktober 2022 | CF Montreal [2]        | 1:3 (0:2) | New York City FC [3] |

Western Conference
| Datum            |                    | Ergebnis  |               |
| ---------------- | ------------------ | --------- | ------------- |
| 20. Oktober 2022 | Los Angeles FC [1] | 3:2 (1:1) | LA Galaxy [4] |
| 23. Oktober 2022 | Austin FC [2]      | 2:1 (2:0) | FC Dallas [3] |

### Conference-Finale
Eastern Conference
| Datum            |                        | Ergebnis  |                      |
| ---------------- | ---------------------- | --------- | -------------------- |
| 30. Oktober 2022 | Philadelphia Union [1] | 3:1 (0:0) | New York City FC [3] |

Western Conference
| Datum            |                    | Ergebnis  |               |
| ---------------- | ------------------ | --------- | ------------- |
| 30. Oktober 2022 | Los Angeles FC [1] | 3:0 (1:0) | Austin FC [2] |

### MLS-Cup-Finale
Da der Los Angeles FC in der Gesamttabelle besser abgeschnitten hatte, fand das Spiel im Banc of California Stadium in Los Angeles, Kalifornien statt. Für beide Franchises war es die erste Finalteilnahme.
| Los Angeles FC (1.)                                                       | Los Angeles FC (1.) | Philadelphia Union (2.) | Philadelphia Union (2.) |
| ------------------------------------------------------------------------- | --- | --- | ----------------------- |
| Los Angeles FC (1.)                                                       | \| 5. November 2022 in Los Angeles, Kalifornien (Banc of California Stadium) \| \| Ergebnis: 3:3 n. V. (2:2, 1:0), 3:0 i. E. \| \| Schiedsrichter: Ismail Elfath \| \| Spielbericht \| | \| 5. November 2022 in Los Angeles, Kalifornien (Banc of California Stadium) \| \| Ergebnis: 3:3 n. V. (2:2, 1:0), 3:0 i. E. \| \| Schiedsrichter: Ismail Elfath \| \| Spielbericht \|                                                                      | Philadelphia Union (2.) |
| Los Angeles FC (1.)                                                       | Maxime Crépeau – Ryan Hollingshead, Jesús Murillo, Sebastien Ibeagha, Diego Palacios – José Cifuentes, Ilie Sánchez, Kellyn Acosta (91. Cristian Tello) – Carlos Vela (97. Gareth Bale), Cristian Arango (74. Kwadwo Opoku, 117. John McCarthy), Denis Bouanga Cheftrainer: Steven Cherundolo | Andre Blake – Olivier Mbaizo, Jakob Glesnes, Jack Elliott, Kai Wagner – Jack McGlynn (84. Paxten Aaronson), José Andrés Martínez, Leon Flach – Dániel Gazdag – Julián Carranza, Mikael Uhre (71. Cory Burke, 120.+1' Chris Donovan) Cheftrainer: Jim Curtin | Philadelphia Union (2.) |
| Los Angeles FC (1.)                                                       | 1:0 Acosta (28.) 2:1 Murillo (83.) 3:3 Bale (120.+8') | 1:1 Gazdag (59.) 2:2 Elliott (85.) 2:3 Elliott (120.+4') | Philadelphia Union (2.) |
| Los Angeles FC (1.)                                                       | Elfmeterschießen | | Philadelphia Union (2.) |
| Los Angeles FC (1.)                                                       | Blake hält gegen Tello 1:0 Bouanga 2:0 Hollingshead 3:0 Sánchez | Gazdag schießt über das Tor McCarthy hält gegen Martínez McCarthy hält gegen Wagner | Philadelphia Union (2.) |
| Los Angeles FC (1.)                                                       | Cifuentes (65.), Ibeagha (87.) | Elliott (14.), Carranza (90.+1') | Philadelphia Union (2.) |
| Los Angeles FC (1.)                                                       | Crépeau (116.) | | Philadelphia Union (2.) |
| 5. November 2022 in Los Angeles, Kalifornien (Banc of California Stadium) | | |                         |
| Ergebnis: 3:3 n. V. (2:2, 1:0), 3:0 i. E.                                 | | |                         |
| Schiedsrichter: Ismail Elfath                                             | | |                         |
| Spielbericht                                                              | | |                         |